# Metro Student Magazine
Metro Student är ett svenskt karriär- och studentmagasin, startat av Christian Albinsson på uppdrag av Metro. Magasinet ges ut fyra gånger per år, februari, maj, september och december, i lokala editioner i över 30 högskole- och universitetsstäder.
Tidigare utgåvor av Metro Student Magazine har bland annat innehållit intervjuer med Sveriges makthavare. Håkan Juholt, Ingvar Kamprad, Fredrik Reinfeldt och Christer Fuglesang har intervjuats.

## Samarbeten med studenkårer
När kårobligatoriet försvann under sommaren 2010 innebar det slutet för en del kårtidningar i landet på grund av uteblivna intäkter. Ett flertal studentkårer erbjöds då att publicera sin kårtidning i Metro Student Magazine. Just nu publicerar följande studentkårer sin kårtidning i Metro Student Magazine:
- Karlstads studentkår[4]
- Linnéstudenterna i Kalmar[5]
- Studentkåren i Sundsvall
- Kristianstad studentkår
- Studentkåren vid Högskolan Väst
- Dalarnas studentkår [6]
- Jönköpings Studentkår [7]
- Kuratorskollegiet i Lund [8][9]
- Linnestudenterna i Växjö